# Home (Spearhead)
Home è l'album di debutto di Michael Franti & Spearhead distribuito nel Settembre del 1994 dalla Capitol Records. L'album contiene 13 tracce registrate presso lo Studio 4 di Philadelphia.

## Tracce
1. People In Tha Middle – 5:04
2. Love Is Da Shit – 5:37
3. Piece O' Peace – 4:54
4. Positive – 4:29
5. Of Course You Can – 4:38
6. Hole In The Bucket – 5:22
7. Home – 1:42
8. Dream Team – 4:41
9. Runfayalife – 4:42
10. Crime To Be Broke In America – 4:51
11. 100,000 Miles – 5:21
12. Red Beans & Rice – 4:27
13. Caught Without An Umbrella – 5:22